# Primeira Liga de 2017–18
A Primeira Liga de 2017–18, conhecida também como Liga NOS por razões de patrocínio, foi a 84ª edição da liga de futebol de maior escalão de Portugal.
O FC Porto foi o vencedor, conquistando assim o seu 28.º título.

## Transmissões televisivas

### Portugal
Em Portugal, todos os jogos são transmitidos pela Sport TV, à excepção dos jogos em casa do SL Benfica, que são transmitidos no canal BTV. A RTP Internacional também passa um jogo por cada jornada.

### Brasil
No Brasil o campeonto foi transmitido em TV fechada pela ESPN Brasil, esta sublicencia o certame para o BandSports. Os canais passaram os principais jogos de cada rodada.

## Participantes
| Clube               | Estádio                                        | Lotação | Fund. | 16/17   | Prtc | Treinador        |
| ------------------- | ---------------------------------------------- | ------- | ----- | ------- | ---- | ---------------- |
| Belenenses          | Estádio do Restelo                             | 19,956  | 1919  | 14º     | 77   | Jorge Silas      |
| Benfica             | Estádio da Luz                                 | 64,647  | 1904  | 1º      | 84   | Rui Vitória      |
| Boavista            | Estádio do Bessa                               | 28,263  | 1903  | 9º      | 56   | Jorge Simão      |
| Chaves              | Estádio Municipal Eng.º Manuel Branco Teixeira | 8,400   | 1949  | 11º     | 15   | Luís Castro      |
| Desportivo das Aves | Estádio das Aves                               | 6,230   | 1930  | 2º (II) | 4    | José Mota        |
| Estoril Praia       | Estádio António Coimbra da Mota                | 8,015   | 1939  | 10º     | 26   | Ivo Vieira       |
| Porto               | Estádio do Dragão                              | 50,033  | 1893  | 2º      | 84   | Sérgio Conceição |
| Feirense            | Estádio Marcolino de Castro                    | 5,600   | 1918  | 8º      | 6    | Nuno Manta       |
| Marítimo            | Estádio dos Barreiros                          | 10,600  | 1910  | 6º      | 38   | Daniel Ramos     |
| Moreirense          | Estádio Com. Joaquim A. Freitas                | 6,153   | 1938  | 15º     | 8    | Petit            |
| Paços de Ferreira   | Estádio da Mata Real                           | 9,076   | 1950  | 13º     | 20   | João Henriques   |
| Portimonense        | Estádio Municipal de Portimão                  | 5,950   | 1914  | 1º (II) | 15   | Vítor Oliveira   |
| Rio Ave             | Estádio dos Arcos                              | 9,065   | 1939  | 7º      | 24   | Miguel Cardoso   |
| Sporting            | Estádio José Alvalade                          | 50,095  | 1906  | 3º      | 84   | Jorge Jesus      |
| Braga               | Estádio Municipal de Braga                     | 30,286  | 1921  | 5º      | 62   | Abel Ferreira    |
| Tondela             | Estádio João Cardoso                           | 5,000   | 1933  | 16º     | 3    | Pepa             |
| Vitória Sport Clube | Estádio D. Afonso Henriques                    | 30,000  | 1922  | 4º      | 73   | José Peseiro     |
| Vitória de Setúbal  | Estádio do Bonfim                              | 15,497  | 1910  | 12º     | 70   | José Couceiro    |

## Número de equipas por Associação de Futebol
|   | Associação de Futebol | Número de equipas | Equipas                                                          |
| - | --------------------- | ----------------- | ---------------------------------------------------------------- |
| 1 | AF Porto              | 5                 | Boavista, Desportivo das Aves, Paços de Ferreira, Porto, Rio Ave |
| 2 | AF Lisboa             | 4                 | Belenenses, Benfica, Estoril Praia, Sporting                     |
| 3 | AF Braga              | 3                 | Moreirense, Braga, Vitória de Guimarães                          |
| 4 | AF Aveiro             | 1                 | Feirense                                                         |
| 4 | AF Algarve            | 1                 | Portimonense                                                     |
| 4 | AF Madeira            | 1                 | Marítimo                                                         |
| 4 | AF Setúbal            | 1                 | Vitória de Setúbal                                               |
| 4 | AF Vila Real          | 1                 | Chaves                                                           |
| 4 | AF Viseu              | 1                 | Tondela                                                          |

## Tabela classificativa
Atualizado em 21/05/2018

## Resultados
|                     | POR | BEN | SPO | BRA | RAV | CHA | MAR | BOA | GUI | PTM | TON | BEL | AVE | SET | MOR | FEI | PFE | EST |
| ------------------- | --- | --- | --- | --- | --- | --- | --- | --- | --- | --- | --- | --- | --- | --- | --- | --- | --- | --- |
| FC Porto            |     | 0–0 | 2–1 | 3–1 | 5–0 | 3–0 | 3–1 | 2–0 | 4–2 | 5–2 | 1–0 | 2–0 | 2–0 | 5–1 | 3–0 | 2–1 | 6–1 | 4–0 |
| Benfica             | 0–1 |     | 1–1 | 3–1 | 5–1 | 3–0 | 5–0 | 4–0 | 2–0 | 2–1 | 2–3 | 5–0 | 2–0 | 6–0 | 1–0 | 1–0 | 2–0 | 3–1 |
| Sporting            | 0–0 | 0–0 |     | 2–2 | 2–0 | 5–1 | 5–0 | 1–0 | 1–0 | 2–0 | 2–0 | 1–0 | 3–0 | 1–0 | 1–0 | 2–0 | 2–0 | 2–1 |
| SC Braga            | 0–1 | 1–3 | 1–0 |     | 2–1 | 1–0 | 2–0 | 1–1 | 2–1 | 2–1 | 1–0 | 4–0 | 2–0 | 3–1 | 3–0 | 3–1 | 3–0 | 6–0 |
| Rio Ave             | 1–2 | 1–1 | 0–1 | 1–0 |     | 2–1 | 3–0 | 2–0 | 0–1 | 2–0 | 1–1 | 1–0 | 0–0 | 2–1 | 2–1 | 2–1 | 4–2 | 2–0 |
| Chaves              | 0–4 | 0–1 | 1–2 | 1–4 | 1–1 |     | 4–1 | 0–0 | 4–3 | 2–1 | 1–1 | 1–1 | 1–1 | 2–2 | 3–0 | 0–2 | 4–2 | 2–0 |
| Marítimo            | 0–1 | 1–1 | 2–1 | 1–0 | 1–0 | 1–2 |     | 1–0 | 3–2 | 0–3 | 2–0 | 0–0 | 2–1 | 4–2 | 1–1 | 4–1 | 1–0 | 0–0 |
| Boavista            | 0–3 | 2–1 | 1–3 | 1–3 | 1–2 | 3–3 | 2–1 |     | 1–0 | 2–0 | 1–1 | 1–0 | 1–0 | 4–0 | 1–0 | 1–0 | 1–0 | 1–0 |
| V. Guimarães        | 0–1 | 1–3 | 0–5 | 0–5 | 3–0 | 3–2 | 2–1 | 1–0 |     | 3–3 | 0–1 | 0–0 | 2–1 | 1–1 | 1–0 | 1–0 | 3–2 | 3–1 |
| Portimonense        | 1–5 | 1–3 | 1–2 | 1–2 | 4–1 | 0–1 | 1–2 | 2–1 | 2–1 |     | 2–0 | 0–0 | 2–2 | 5–2 | 4–3 | 2–1 | 3–1 | 0–1 |
| Tondela             | 0–1 | 1–5 | 1–2 | 1–2 | 1–3 | 2–0 | 1–2 | 3–2 | 1–4 | 2–2 |     | 2–0 | 3–0 | 1–1 | 1–2 | 3–1 | 2–2 | 2–3 |
| Belenenses          | 2–0 | 1–1 | 3–4 | 0–1 | 1–2 | 0–1 | 1–0 | 1–1 | 1–0 | 3–2 | 0–0 |     | 2–5 | 1–1 | 3–0 | 1–0 | 1–1 | 2–1 |
| Desportivo das Aves | 1–1 | 1–3 | 0–2 | 0–2 | 0–0 | 2–3 | 0–0 | 3–0 | 1–3 | 3–0 | 0–1 | 2–1 |     | 1–4 | 1–2 | 1–0 | 0–2 | 1–0 |
| V. Setúbal          | 0–5 | 1–2 | 1–1 | 2–0 | 1–0 | 1–1 | 3–1 | 1–1 | 1–2 | 1–1 | 1–0 | 3–0 | 0–1 |     | 1–1 | 0–2 | 1–0 | 2–2 |
| Moreirense          | 0–0 | 0–2 | 1–1 | 0–1 | 2–1 | 0–1 | 1–1 | 1–0 | 2–1 | 1–1 | 0–3 | 2–1 | 0–3 | 2–2 |     | 0–0 | 2–0 | 1–2 |
| Feirense            | 1–2 | 0–2 | 2–3 | 2–2 | 1–0 | 1–2 | 0–1 | 3–0 | 2–1 | 1–3 | 1–1 | 1–4 | 0–1 | 1–0 | 1–0 |     | 2–1 | 0–0 |
| Paços de Ferreira   | 1–0 | 1–3 | 1–2 | 1–5 | 0–0 | 2–0 | 0–0 | 1–2 | 0–0 | 1–1 | 0–2 | 1–1 | 2–2 | 1–0 | 3–2 | 2–1 |     | 1–0 |
| Estoril             | 1–3 | 1–2 | 2–0 | 0–6 | 0–2 | 0–2 | 1–1 | 0–3 | 3–0 | 0–0 | 3–0 | 0–2 | 3–2 | 2–1 | 1–2 | 0–2 | 1–1 |     |

Última atualização em 15 Maio 2018.
Fonte: Carece de fontes
1O time da casa (mandante) está listado na coluna da esquerda.
Cores:      Azul = time da casa vence;      Amarelo = empate;      Vermelho = time visitante vence.

## Campeão
| Campeonato de Portugal de Primeira Divisão 2017/2018 |
| ---------------------------------------------------- |
|                                                      |
| FC Porto 28° Título                                  |